# Paramesochaeta fuscicostalis
Paramesochaeta fuscicostalis är en tvåvingeart som först beskrevs av Wulp 1890.  Paramesochaeta fuscicostalis ingår i släktet Paramesochaeta och familjen parasitflugor. Inga underarter finns listade i Catalogue of Life.